# Pływanie na Igrzyskach Wspólnoty Narodów 2010 – 50 m stylem dowolnym S9 mężczyzn
Pływanie na 50 metrów stylem dowolnym S9 mężczyzn było jedną z konkurencji pływackich rozgrywanych na Igrzyskach Wspólnoty Narodów 2010 w Nowym Delhi. Eliminacje i finał rozegrano 6 października w SPM Swimming Pool Complex. Złoto zdobył reprezentant Australii Matthew Cowdrey.

## Wyniki

### Eliminacje
Do finału kwalifikowało się ośmiu zawodników z najlepszymi czasami z obu wyścigów eliminacyjnych.
Wyścig 1
| Pozycja | Tor | Zawodnik        | Czas  | Uwagi |
| ------- | --- | --------------- | ----- | ----- |
| 1       | 4   | Simon Miller    | 27,00 | Q     |
| 2       | 5   | Blake Cochrane  | 27,81 | Q     |
| 3       | 3   | Sachin Verma    | 29,05 | Q     |
| 4       | 6   | Chen Leow       | 30,45 |       |
| 5       | 2   | Sunil Galpatha  | 31,45 |       |
| 6       | 7   | Jean Laperotine | 38,45 |       |
| –       | 1   | Eugene Wafula   |       | DNS   |

Wyścig 2
| Pozycja | Tor | Zawodnik          | Czas  | Uwagi |
| ------- | --- | ----------------- | ----- | ----- |
| 1       | 4   | Matthew Cowdrey   | 25,66 | Q     |
| 2       | 3   | Benjamin Austin   | 27,68 | Q     |
| 3       | 5   | Prasanta Karmakar | 27,69 | Q     |
| 4       | 6   | Sean Fraser       | 28,60 | Q     |
| 5       | 2   | Laurence McGivern | 28,84 | Q     |
| 6       | 1   | Rajesh Shinde     | 32,96 |       |
| 7       | 7   | Scody Victor      | 34,86 |       |

### Finał
| Pozycja | Tor | Zawodnik          | Czas  |
| ------- | --- | ----------------- | ----- |
|         | 4   | Matthew Cowdrey   | 25,33 |
|         | 5   | Simon Miller      | 26,70 |
|         | 6   | Prasanta Karmakar | 27,48 |
| 4       | 3   | Benjamin Austin   | 27,53 |
| 5       | 2   | Blake Cochrane    | 27,68 |
| 6       | 7   | Sean Fraser       | 28,63 |
| 7       | 1   | Laurence McGivern | 28,95 |
| 8       | 8   | Sachin Verma      | 29,37 |